# KNVB Beker 1911/12
De KNVB Beker 1911/12 was de veertiende editie van dit voetbaltoernooi. HFC Haarlem won na 1902 voor de tweede keer de Holdertbeker, het versloeg Vitesse in de finale met 2-0.
Elftallen die uitkwamen in een Eerste klasse waren in de eerste en tweede ronde vrijgesteld. Bij een gelijkspel werd met 2× 7½ minuut verlengd, was de stand dan nog gelijk dan werd nogmaals met 2× 7½ min. verlengd. Als de stand dan nog steeds gelijk ging de uitspelende club naar volgende ronde.

## Eerste ronde
| Datum             |                      | Uitslag  |                       |
| ----------------- | -------------------- | -------- | --------------------- |
| 3 september 1911  | Alcmaria Victrix     | 4 – 0    | ZVV (Zaandam)         |
| 3 september 1911  | Be Quick (Groningen) | 12 – 0   | USC                   |
| 3 september 1911  | Be Quick (Zutphen)   | 11 – 0   | Rapiditas (Hilversum) |
| 3 september 1911  | GSAVV Forward        | 3 – 2    | Fortuna (Vlaardingen) |
| 3 september 1911  | Hollandia            | 5 – 0 *  | Meppeler VV           |
| 3 september 1911  | SV Kampong           | 6 – 0    | AVV                   |
| 3 september 1911  | MVV                  | 1 – 0    | ’t Zesde (Breda)      |
| 3 september 1911  | ODO (Arnhem)         | 2 – 0    | EDO                   |
| 3 september 1911  | RFC                  | 7 – 1    | ZVV (Zeist)           |
| 3 september 1911  | De Spartaan          | 3 – 2    | Zandvoortsche VV      |
| 3 september 1911  | UVV                  | 4 – 0    | Quick Amersfoort      |
| 3 september 1911  | RVB (Amsterdam)      | 2 – 13   | Achilles (Assen)      |
| 3 september 1911  | VVV (Venlo)          | 2 – 5    | AFC                   |
| 3 september 1911  | VFC (Vlaardingen)    | 3 – 5    | DSV Concordia         |
| 3 september 1911  | ZFC (Zaandam)        | 1 – 2    | Frisia                |
| 3 september 1911  | EMM                  | 0 – 4    | HVV Hengelo           |
| 3 september 1911  | AVC (Apeldoorn)      | 1 – 8    | WFC Rapiditas         |
| 3 september 1911  | DEC                  | 0 – 2    | Wilhelmina Vooruit    |
| 3 september 1911  | Victoria (Hilversum) | 1 – 1 nv | Amstel                |
| 3 september 1911  | DOS                  | 1 – 2    | TOP (Gouda)           |
| 3 september 1911  | SVV                  | 0 – 2    | Zeelandia             |
| 3 september 1911  | Bloemendaal          | 0 – 4    | Tubantia              |
| 3 september 1911  | Willem II            | 1 – 0 ** | Herakles              |
| 10 september 1911 | Willem II            | 5 – 0 ** | Herakles              |

DOSB vrij
* Reglementaire overwinning: Meppeler VV kwam niet opdagen.
** Wedstrijd gestaakt vanwege beenbreuk Herakles, 10 september hervatting. Echter kwam Herakles niet opdagen daardoor reglementaire overwinning voor Willem II

## Tweede ronde
| Datum             |                  | Uitslag  |                      |
| ----------------- | ---------------- | -------- | -------------------- |
| 10 september 1911 | Achilles (Assen) | 5 – 0 *  | DOSB                 |
| 10 september 1911 | DSV Concordia    | 5 – 0 *  | Hollandia            |
| 10 september 1911 | HVV Hengelo      | 6 – 1    | Be Quick (Groningen) |
| 10 september 1911 | WFC Rapiditas    | 2 – 0    | De Spartaan          |
| 10 september 1911 | Tubantia         | 14 – 0   | GSAVV Forward        |
| 10 september 1911 | Zeelandia        | 4 – 2    | UVV                  |
| 10 september 1911 | Willem II        | 1 – 5    | AFC                  |
| 10 september 1911 | Amstel           | 3 – 3 nv | Be Quick (Zutphen)   |
| 10 september 1911 | TOP (Gouda)      | 3 – 8    | SV Kampong           |
| 10 september 1911 | ODO (Arnhem)     | 1 – 2    | MVV                  |
| 10 september 1911 | Frisia           | 0 – 3    | RFC                  |
| 10 september 1911 | Alcmaria Victrix | 3 – 3 nv | Wilhelmina Vooruit   |

* Reglementaire overwinningen: DOSB en Hollandia kwamen niet opdagen.

## Derde ronde
| Datum             |                    | Uitslag |                    |
| ----------------- | ------------------ | ------- | ------------------ |
| 17 september 1911 | Achilles (Assen)   | 7 – 0   | Ajax               |
| 17 september 1911 | AFC                | 9 – 2   | RKVV Wilhelmina    |
| 17 september 1911 | Go Ahead           | 3 – 1   | RFC                |
| 17 september 1911 | Quick (Nijmegen)   | 3 – 2   | DSV Concordia      |
| 17 september 1911 | WFC Rapiditas      | 5 – 1   | Wilhelmina Vooruit |
| 17 september 1911 | Vitesse            | 3 – 0   | MVV                |
| 17 september 1911 | HVV Hengelo        | 2 – 4   | HBS                |
| 17 september 1911 | SV Kampong         | 2 – 5   | HFC                |
| 17 september 1911 | Zeelandia          | 2 – 6   | HFC Haarlem        |
| 17 september 1911 | Be Quick (Zutphen) | 0 – 4   | Tubantia           |

VOC vrijgeloot

## Tussenronde
| Datum            |                  | Uitslag  |                  |
| ---------------- | ---------------- | -------- | ---------------- |
| 3 december 1911  | Go Ahead         | 3 – 1    | WFC Rapiditas    |
| 3 december 1911  | HFC              | 9 – 5    | Achilles (Assen) |
| 3 december 1911  | VOC              | 4 – 1    | Tubantia         |
| 3 december 1911  | D.F.C.           | 0 – 0 nv | Vitesse          |
| 3 december 1911  | Quick (Den Haag) | 1 – 1 *  | HFC Haarlem      |
| 31 december 1911 | HFC Haarlem      | 6 – 1    | Quick (Den Haag) |

* In verband met duisternis verlenging niet gespeeld. Op 31 december opnieuw gespeeld.
AFC, HBS en Quick (Nijmegen) vrijgeloot

## Vierde ronde
| Datum            |         | Uitslag |             |
| ---------------- | ------- | ------- | ----------- |
| 31 december 1911 | HBS     | 3 – 1   | AFC         |
| 31 december 1911 | Vitesse | 1 – 0   | Go Ahead    |
| 31 december 1911 | VOC     | 5 – 0   | Quick 1888  |
| 31 maart 1912    | HFC     | 2 – 5   | HFC Haarlem |

## Halve finales
| Datum       |             | Uitslag |         |                 |
| ----------- | ----------- | ------- | ------- | --------------- |
| 19 mei 1912 | HFC Haarlem | 3 – 2   | HBS     | Terrein RAP     |
| 19 mei 1912 | VOC         | 1 – 3   | Vitesse | Terrein Olympia |

## Finale
| Datum       | Winnaar         | #beker | Uitslag | Finalist    | Terrein         |
| ----------- | --------------- | ------ | ------- | ----------- | --------------- |
| 26 mei 1912 | HFC Haarlem (3) | 2      | 2-0     | Vitesse (1) | RAP (Amsterdam) |

Seizoenen: 1898/99 · 1899/00 · 1900/01 · 1901/02 · 1902/03 · 1903/04 · 1904/05 · 1905/06 · 1906/07 · 1907/08 · 1908/09 · 1909/10 · 1910/11 · 1911/12 · 1912/13 · 1913/14 · 1914/15 · 1915/16 · 1916/17 · 1917/18 · 1918/19 · 1919/20 · 1920/21 · 1921/22 · 1922/23 · 1923/24 · 1925 · 1925/26 · 1926/27 · 1927/28 · 1928/29 · 1929/30 · 1930/31 · 1931/32 · 1932/33 · 1933/34 · 1934/35 · 1935/36 · 1936/37 · 1937/38 · 1938/39 · 1939/40 · 1940/41 · 1941/42 · 1942/43 · 1943/44 · 1944/45 · 1945/46 · 1946/47 · 1947/48 · 1948/49 · 1949/50 · 1950/51 · 1951/52 · 1952/53 · 1953/54 · 1954/55 · 1955/56 · 1956/57 · 1957/58 · 1958/59 · 1959/60 · 1960/61 · 1961/62 · 1962/63 · 1963/64 · 1964/65 · 1965/66 · 1966/67 · 1967/68 · 1968/69 · 1969/70 · 1970/71 · 1971/72 · 1972/73 · 1973/74 · 1974/75 · 1975/76 · 1976/77 · 1977/78 · 1978/79 · 1979/80 · 1980/81 · 1981/82 · 1982/83 · 1983/84 · 1984/85 · 1985/86 · 1986/87 · 1987/88 · 1988/89 · 1989/90 · 1990/91 · 1991/92 · 1992/93 · 1993/94 · 1994/95 · 1995/96 · 1996/97 · 1997/98 · 1998/99 · 1999/00 · 2000/01 · 2001/02 · 2002/03 · 2003/04 · 2004/05 · 2005/06 · 2006/07 · 2007/08 · 2008/09 · 2009/10 · 2010/11 · 2011/12 · 2012/13 · 2013/14 · 2014/15 · 2015/16 · 2016/17 · 2017/18 · 2018/19 · 2019/20 · 2020/21 · 2021/22 · 2022/23 · 2023/24 · 2024/25
Finales: 2013 · 2014 · 2015 · 2016 · 2017 · 2018 · 2019 · 2020 · 2021 · 2022 · 2023 · 2024
Nederland: Eredivisie · Eerste divisie · Tweede divisie · Derde divisie/Topklasse · KNVB Beker
Europa: Champions League · Europa Cup I · Europa Cup II · Europa League · UEFA Cup · Jaarbeursstedenbeker · Intertoto Cup